# Нахширгеле
Нахширгеле (груз. ნახშირღელე) — село в Грузії.
За даними перепису населення 2014 року в селі проживає 1432 особи.